# Alex Rider (phim truyền hình)
Alex Rider (IPA: /ˈæləks ˈraɪdə/) là bộ phim truyền hình nhiều tập của Anh, thuộc thể loại hành động, phiêu lưu kết hợp với hoạt động tình báo và khoa học viễn tưởng. Tên và nội dung chính của bộ phim lấy từ bộ tiểu thuyết cùng tên "Alex Rider" của nhà văn Anh Anthony Horowitz, gồm 13 cuốn, đã được xuất bản đủ bộ bằng tiếng Anh, trong đó cuốn 1 đã được chuyển thể thành phim chiếu rạp dưới tên gọi "Stormbreaker" (vào năm 2006).
Bộ phim truyền hình này phân phối chủ yếu qua truyền hình internet, cũng phân phối một số bằng bộ đĩa CD, gồm nhiều phần (season), mỗi phần gồm nhiều tập (episode hay serie). Tính đến nay (năm 2021) bộ phim đã sản xuất được hai phần.
- Phần đầu tiên (first season) đã hoàn thành và phát hành, dựa trên tiểu thuyết Point Blanc, là cuốn thứ 2 trong bộ truyện "Alex Rider". Phần này gồm tám tập phát hành trên Amazon Prime Video ở Vương quốc Anh và Ireland từ ngày 4 tháng 6 năm 2020, rồi được phát hành trên Amazon Prime Video ở Úc, Đức và Áo vào mùa hè cùng năm. Ở New Zealand, bộ phim truyền hình này được phân phối bởi TVNZ theo yêu cầu. Bộ phim cũng đã được công chiếu lần đầu trên Prime ở Canada, Ý và một số nước Mỹ Latinh và trên IMDb TV của Amazon ở Hoa Kỳ.[3][4][5] Ở Việt Nam, phần này (first season) đã phát trên kênh truyền hình AXN châu Á từ tháng 4 năm 2021 có phụ đề tiếng Việt.
- Phần thứ hai (second season) dựa trên tiểu thuyết Eagle Strike là cuốn thứ 4 trong bộ truyện "Alex Rider", cuốn sách bán chạy nhất trong bộ tiểu thuyết này.[6] Phần này đã khởi quay từ tháng 11 năm 2020, nhưng đã bị trì hoãn do đại dịch COVID-19.[7][8] Vào tháng tháng 2 năm 2021 đã khởi động lại và dự kiến khởi chiếu vào ngày 3 tháng 12 năm 2021.[9]

## Sơ lược nội dung
Alex Rider (nhân vật hư cấu) vốn là một học sinh người Anh, đang học phổ thông ở Luân Đôn, nhưng đã buộc phải tình nguyện làm việc cho MI6 (một cơ quan tình báo Anh), đóng giả là Alex Friend nhằm điều tra các hoạt động mà cơ quan này quan tâm. Từ đó bắt đầu chuyến phiêu lưu ly kỳ và gây cấn, trong đó Alex còn cộng tác với CIA, Scorpia và tình báo Úc, phát hiện nhiều âm mưu chống phá sự ổn định của Thế giới.

## Đánh giá phần I
- Đối với phần này (first season gồm tám tập đã công chiếu), tờ báo mạng Rotten Tomatoes (cà chua thối) cho biết đánh giá trung bình là 64/100 điểm dựa trên 26 bài, rồi cho rằng nó có vị trí vững chắc "mà cả gia đình có thể thưởng thức".[10] Còn tờ báo mạng Metacritic, đã công bố số điểm là 67/100 dựa trên 8 nhà phê bình và cho biết "các bài đánh giá nói chung là tích cực".[11]
- Trên The Guardian, nữ tác giả Lucy Mangan đã cho bộ phim ba trong số năm sao (3/5) và mô tả Alex Rider như James Bond tuổi teen, ca ngợi diễn viên Otto Farrant đóng vai Alex Rider.[12]
- Tác giả Will Richards của NME đã cho loạt phim này 3/5 sao, mô tả đây là thành công về phim cùng tên Alex Rider sau thất bại của bộ phim chuyển thể "Stormbreaker" năm 2006. Richards cũng ca ngợi diễn xuất của Brenock O'Connor trong vai Tom Harris - bạn thân nhất của Alex Rider. Tuy nhiên, tác giả bày tỏ sự thất vọng vì nhân vật Vicky McClure và Stephen Dillane chưa hoàn hảo.[13]
- Tác giả Ed Cumming của The Independent đã cho bộ phim 3/5 sao, đồng thời ca ngợi bộ phim này có tác động đến cả thanh thiếu niên và người lớn tuổi hơn, đề cập cả đến các công nghệ truyền thông hiện đại như điện thoại thông minh và mạng xã hội; dàn diễn viên cũng đa dạng hơn (so với phim chiếu rạp 2006).[14]
- Nhà phê bình Sam Brooks của Spinoff khen ngợi bộ phim truyền hình này là nắm bắt được tinh thần của bộ tiểu thuyết gốc và hấp dẫn với nhiều lứa tuổi.[3]
- Nữ tác giả Anita Singh trên tờ The Daily Telegraph đã đánh giá bộ phim này bằng 4/5 sao, đồng thời cho rằng nó vượt trội hơn nhiều so với bộ phim chiếu rạp năm 2006 và ca ngợi cách quay phim độc đáo ở London.[15]
- Tác giả Emmy Griffiths ở tạp chí "Hello!" khen ngợi nhịp độ của phim, của việc hướng khán giả về gia đình. Tác giả cũng khen ngợi diễn xuất của Farrant (vai Alex Rider), McClure (vai nữ Cục phó) và O'Connor (vai Tom).[16]

Dưới đây là bảng phân vai phần I và II của bộ phim.

## Diễn viên và nhân vật
| Tên diễn viên        | Tên nhân vật                                | Vai trò / đặc điểm chính của nhân vật | Tập tham gia |
| -------------------- | ------------------------------------------- | --- | ------------ |
| Steven Brand         | Michael Roscoe                              | "Vua" (CEO) công ty truyền thông Mỹ về Media là Roscorp, chết trong tai nạn thang máy; có con trai duy nhất là Parker Roscoe.                                              | 1            |
| George Sear          | Parker Roscoe                               | Con trai của "vua" Michael Roscoe. Parker đã tốt nghiệp trường Point Blanc và là người thừa kế tập đoàn Roscorp của cha.                                                   | 1,6,7        |
| Otto Farrant         | Alex Rider                                  | Nhân vật trung tâm trong phim, xuất thân là học sinh phổ thông 14 tuổi. | 1-8          |
| Andrew Buchan        | Ian Rider                                   | Chú ruột của Alex. Giám đốc một ngân hàng Luân Đôn, nhưng thực chất là đặc vụ của MI6 thuộc DSO.                                                                           | 1            |
| Ronkẹ Adékoluẹjo     | Jack Starbright                             | Cô giúp việc kiêm quản lí ở gia đình Ian, từ Mỹ đến thị thực ở Anh, là người chăm sóc chính cho Alex, coi Alex như em ruột.                                                | 1,3,6        |
| Liam Garrigan        | Martin Wilby                                | Đặc vụ của DSO, cũng là đồng nghiệp của Ian Rider, nhưng lại là điệp viên hai mặt.                                                                                         | 1,2          |
| Brenock O'Connor     | Tom Harris                                  | Nhân vật chính, bạn cùng lớp phổ thông và cũng là bạn thân nhất của Alex.                                                                                                  | 1-6          |
| Cicely Whitehead     | Viên chức ở tổ chức chăm sóc dịch vụ xã hội | Đến nhà Ian để đưa Alex vào trại trẻ mồ côi | 1            |
| Jacqueline Boatswain | Viên chức ở tổ chức nhập cư Powell          | Đến nhà Ian để trục xuất cô Jack quá hạn thị thực 7 năm | 1            |
| Mark Mottram         | Giám đốc Action Unit                        | |              |
|                      | Alan Blunt                                  | Cục trưởng DSO (Department of Special Operations, tức Cục tác chiến đặc biệt).                                                                                             | 1-8          |
|                      | Bà Jones                                    | Nhân vật chính, Cục phó DSO và là người trực tiếp chỉ đạo Alex, luôn xuất hiện với cặp kính trắng.                                                                         | 1-8          |
| Simon Shepherd       | Quý ngài David Friend                       | Tỉ phú Anh, chủ "đế chế" sản xuất và phân phối lương thực Friend Foundation, bắt buộc phải làm cha giả vờ của Alex, nhờ đó Alex mới được trường Point Blanc nhận nhập học. | 3            |
| Lucy Akhurst         | Quý bà Caroline                             | Vợ của tỉ phú David Friend, bắt buộc phải làm mẹ giả vờ của Alex. | 3            |
| Alana Boden          | Fiona Friend                                | Con gái hư đốn của ông David và bà Caroline, cô căm ghét và không muốn giả vờ làm chị Alex.                                                                                | 3            |
| Ralph Prosser        | Rafe                                        | Một con trai nhà giàu, như là người yêu của Fiona. | 3            |
|                      | Eva Stellenbosch                            | Chủ nhiệm khoa Sinh viên của học viện Point Blanc, thường được hiểu là "cô hiệu trưởng".                                                                                   | 3-8          |
| Thomas Levin         | Yassen Gregorovitch                         | Một sát thủ người Nga, chuyên nhận giết thuê. | 1,2,5,8      |
| Haluk Bilginer       | Tiến sĩ Hugo Greif                          | Giám đốc kiêm giảng viên của trường Point Blanc - một học viện bí ẩn đang bị MI6 điều tra.                                                                                 | 3 - 8        |
| Simon Paisley Day    | Tiến sĩ y khoa Baxter                       | Phụ trách phẫu thuật và huấn luyện thể lực tại bệnh xá của học viện Point Blanc.                                                                                           | 3,5          |
|                      | Đội trưởng Wolf (sói)                       | Chỉ huy đội Đặc nhiệm không quân (Special Air Service, viết tắt là SAS).                                                                                                   | 2,6,7        |
| Nyasha Hatendi       | Giám đốc Smithers                           | Tổng giám đốc DSO thuộc MI6. | 2-7          |
| Ace Bhatti           | John Crawley                                | Tham mưu trưởng DSO. | 2-8          |
| Marli Siu            | Kyra Vashenko-Chao                          | Nữ sinh viên ở Point Blanc, đến từ Singapore, rất giỏi ITC và là một tin tặc.                                                                                              | 3-8          |
| Talitha Wing         | Sinh viên Sasha                             | Nữ sinh viên ở Point Blanc. | 4-8          |
| Nathan Clarke        | Sinh viên Arrash                            | Nam sinh viên ở Point Blanc. | 4-8          |
| Katrin Vankova       | Sinh viên Laura                             | Nữ sinh viên ở Point Blanc. | 4-8          |
| Earl Cave            | Sinh viên James                             | Nam sinh viên ở Point Blanc, người Úc, là người thừa kế một tập đoàn công nghiệp vũ khí, chơi thân với Alex.                                                               | 4-8          |
| Yani Xander          | Stepan Serenkov                             | Nam sinh viên bị bắt nhốt đầu tiên ở Point Blanc, con trai nhà tỉ phú Serenkov đã bị sát hại.                                                                              | PII          |
| Andrew Buzzeo        | Thày Boswell                                | Giáo viên tiếng Anh ở trường phổ thông của Alex và Tom. | 1,3          |
| Macy Nyman           | Nữ sinh Steph                               | Bạn học sinh ở trường phổ thông của Alex và Tom, rất thích Tom. | 1-3          |
| Shalisha James-Davis | Nữ sinh Ayisha                              | Nữ sinh cùng trường Alex và hai người cùng ưa thích nhau. | 1-4          |
| Ky Discala           | Eagle (ưng)                                 | Nữ biệt kích trong đội SAS (đặc nhiệm không quân) của Wolf | 1,7          |
| Rebecca Scroggs      | Snake (rắn)                                 | Biệt kích trong đội SAS của Wolf | 1,7          |
| Ben Peel             | Fox (cáo)                                   | Biệt kích trong đội SAS của Wolf | 1,7          |
| James Gracie         | Langham                                     | Trợ lý đặc biệt của Parker, ngay sau khi Parker làm "vua" thay cha. | 1,6          |
| Llewella Gideon      | Cô Baker                                    | Nữ giáo viên tại trường Bloocklyn của Alex. | 1,6          |
|                      | Damian Cray                                 | Tỷ phú công nghệ, đang sẵn sàng tung ra phiên bản mới của trò chơi máy tính "Feathered Serpent" (Rắn lông chim)                                                            | PII          |
| Josh Herdman         | Stan                                        | Thợ cắt tóc | PII          |
| Ali Hadji-Heshmati   | Nữ sinh Javid                               | Bạn học của Tom và Alex | PII          |
| Mason Robinson       | Bé trai                                     | | PII          |
| Flaminia Cinque      | Quản gia ở Friend Mansion                   | |              |
| Tom Joyner           | Cảnh sát                                    | |              |
| Aaron Cobham         | Đặc vụ Stokes                               | |              |
| Charithra Chandran   | Sabina Pleasance                            | |              |
| Donald Sage Mackay   | Tướng Jim Lomis                             | |              |
| Karl Farrer          | Đặc vụ                                      | |              |
| Jon Moore            | Lái xe của Cục trưởng Blunt                 | |              |
| Dylan Mitchell       | Bạn cùng lớp                                | |              |
| Rayan Hadady         | Bạn cùng lớp                                | |              |
| Amara Mughal         | Bạn cùng lớp                                | |              |
| Rosie O'Sullivan     | Bạn cùng lớp Alex                           | |              |
| Michael Sanusi       | Học sinh                                    | |              |
| Connor Allbright     | Học sinh                                    | |              |
| Michael Sanusi       | Học sinh                                    | |              |
| Daniel Eghan         | Gác cổng khách sạn                          | |              |
| 3 Ina                | Sinh viên                                   | |              |
| Obie Matthew         | Đặc vụ                                      | |              |
| Oliver Smiles        | Đặc vụ                                      | |              |

## Tóm tắt nội dung

### Tập 1
| Tập | Đạo diễn          | Biên kịch | Ngày phát hành bản gốc  |
| --- | ----------------- | --------- | ----------------------- |
| 1   | Andreas Prochaska | Guy Burt  | Ngày 4 tháng 6 năm 2020 |

- Ông Michael Roscoe là Tổng giám đốc của công ty Roscorp bị chết trong một tai nạn thang máy do một sát thủ bí ẩn gây ra bằng công nghệ điều khiển từ xa, ngay trước cuộc gặp kín với Giám đốc DSO là Alan Blunt. "Vua" chết, nên "thái tử" duy nhất là Parker Roscoe - một người vốn được đào tạo ở trường Point Blanc (/poanh blăng/) - nghiễm nhiên lên ngôi ít lâu sau đó.
- Alex Rider mới 14 tuổi, là học sinh phổ thông của trường Bloocklyn (hư cấu) ở Luân Đôn, cha mẹ đã mất, hiện sống với ông chú ruột là Ian Rider và cô giúp việc kiêm quản gia là Jack Starbright (người Mỹ đã hết hạn thị thực ở Anh). Chú Ian của Alex được gia đình và hàng xóm biết đến như là một giám đốc ngân hàng bận rộn, nhưng thực ra là điệp viên của DSO (Department of Special Operations, tức Cục tác chiến đặc biệt trực thuộc Cục tình báo mật (MI6)). Ian đã được giao điều tra một vụ khác và đã lần ra một cái tên bí ẩn là Point Blanc. Tuy nhiên, khi chưa kịp báo cáo thì Ian lại bị cộng sự Martin Wilby đưa đến một nơi và bị sát thủ Yassen Gregorovitch bắn chết ở đó. Nhưng gia đình Alex lại được thông báo chính thức rằng chú Ian chết trong một vụ tai nạn xe hơi do bất cẩn. Do trước đó, chú Ian đã vô tình tịch thu điện thoại của Tom - bạn thân cùng lớp Alex - mà Alex cầm hộ, nên khi sử dụng chức năng Find My Phone tìm điện thoại của Tom, thì Alex tìm thấy xe của chú mình và phát hiện rằng ông chú thực ra là một điệp viên và đã bị sát hại, liên quan đến một cái tên bí ẩn là Point Blanc. Quá trình tự điều tra của Alex đã làm DSO chú ý, đồng thời họ phát hiện ra các "tố chất" điệp viên của Alex.
- Vì các vụ án mạng mà DSO đang điều tra đều có chung một đầu mối là trường Point Blanc, nên DSO nhanh chóng phát hiện được trường này như là một học viện, chuyên nhận giáo dục những đứa trẻ là con đẻ ngỗ ngược của các gia đình siêu giàu trên Thế giới. Do muốn điều tra Point Blanc, nên Alan Blunt - người đứng đầu DSO - chọn Alex đóng vai học sinh để "gài" vào trường này và đề nghị Alex cộng tác, nhưng bị Alex dứt khoát từ chối. Lập tức, các cơ quan chức năng đến nhà Alex, trục xuất cô giúp việc Jack vì đã quá hạn thị thực ở Anh, đồng thời buộc Alex phải vào trại trẻ mồ côi do tuổi nhỏ mà không có người giám hộ. Alex hiểu ngay tình thế và bắt buộc phải tình nguyện cộng tác với DSO, kèm theo hy vọng điều tra và trả thù cho cái chết của chú Ian.

### Tập 2
| Số | Đạo diễn          | Biên kịch | Ngày phát hành bản gốc  |
| -- | ----------------- | --------- | ----------------------- |
| 2  | Andreas Prochaska | Guy Burt  | Ngày 4 tháng 6 năm 2020 |

- Sau khi Alex đã đồng ý cộng tác với DSO, thì một người xưng là Geoffrey Daniels ở Văn phòng Bộ Ngoại giao đến tận trường học gặp Alex và nói rằng Alan Blunt là kẻ không đáng tin và hỏi dò về Point Blanc. Nhưng Alex từ chối cung cấp thông tin. Sau đó, đi học về thì Alex bị bắt cóc, bị giam và bị tra hỏi về chú Ian Rider và trường Point Blanc. Dù bị tra tấn bằng nhạc rock âm thanh cực lớn kết hợp với phun nước, nhưng với bản tính ngang bướng, Alex vẫn không khai rồi trốn thoát khỏi phòng giam. Sau vài phút chạy trốn, Alex bị bắt lại, rồi được biết rằng Daniels ở Bộ Ngoại giao thực chất là một đặc vụ cao cấp của MI6 tên là Smithers, vụ bắt cóc do Wolf (sói) tiến hành cũng như giam giữ và tra khảo thực ra là bài tập và sát hạch của DSO. Từ đó, Alex nhận kế hoạch dưới chỉ đạo trực tiếp của bà Jones (cục phó DSO), đóng vai một học sinh con nhà siêu giàu để thâm nhập vào Point Blanc, tìm hiểu hoạt động của trường này.
- Trong khi đó, Wilby (điệp viên hai mặt liên quan đến cái chết của Ian) loan tin vụ sát hại Ian liên quan tới tình báo Triều Tiên, lãnh đạo DSO bèn giả vờ điều tra theo hướng này. Wilby và sát thủ Yassen yên tâm hơn vì cho rằng không còn nghi vấn dẫn đến Point Blanc nữa. Thực ra, đây là ý đồ của DSO vì họ muốn đánh lừa kẻ thù bí ẩn.

### Tập 3
| Số | Đạo diễn          | Biên kịch | Ngày phát hành bản gốc  |
| -- | ----------------- | --------- | ----------------------- |
| 3  | Andreas Prochaska | Guy Burt  | Ngày 4 tháng 6 năm 2020 |

- Để thâm nhập vào trường Point Blanc, DSO lên kế hoạch cho Alex Rider đóng giả làm Alex Friend, đứa con trai ngang ngược và hư hỏng của tỉ phú David Friend và vợ là Caroline, vốn có quan hệ ràng buộc với MI6.
- Vì trường Point Blanc chỉ nhận học sinh nhà siêu giàu và phải qua phỏng vấn trực tiếp với cô hiệu trưởng, nên Alex không chỉ phải thuộc lòng lí lịch gia đình tỉ phú Friend, mà còn phải sống ở đó và biết nhiều chi tiết về biệt thự của gia đình tỉ phú này, kể cả đường đi lối lại ở toà lâu đài đồ sộ trong một khuôn viên rộng lớn. Tuy nhiên, "cuộc sống mới" của Alex có nguy cơ bị đảo lộn vì Fiona là con gái (thật sự) của vợ chồng tỉ phú Friends, vốn là cô gái hư đốn, ngỗ ngược và có tiền án dùng ma tuý. Fiona rủ bạn trai Rafe và đồng bọn mời Alex đi thăm rừng của gia đình và săn bắn, nhưng lại phục kích để doạ Alex, biến cậu thành đồ chơi. Tuy nhiên, Alex đã đảo ngược được tình thế bất lợi, đấm vỡ mũi Rafe rồi bỏ đi.
- Đến hẹn, tại phòng khách sang trọng của lâu đài, vợ chồng tỉ phú Friends đã đón cô hiệu trưởng Eva Stellenbosch của trường Point Blanc. Trong cuộc viếng thăm kiêm phỏng vấn với cô hiệu trưởng, Alex đã thành công trong vai một đứa con trai được nuông chiều, vô lễ, ngang bướng và hay phá rối. Tuy nhiên, khi phỏng vấn vừa kết thúc và Eva sắp ra về, thì "cô chị" Fiona đến lâu đài, tức giận vì cuộc phục kích vui chơi trong rừng bị Alex phá hỏng, đã lao vào phòng để tố cáo vỏ bọc của Alex. Do DSO đã sẵn phòng bị các tình huống, một nhân viên trong vai nữ giúp việc của lâu đài kịp thời ngăn Fiona bằng tiêm thuốc mê.
- Trong khi đó, sự vắng mặt quá lâu của Alex ở gia đình và ở lớp làm cô giúp việc Jack cũng như người bạn thân Tom lo lắng. Họ gặng hỏi Alex, rồi biết sự thật. Thế là anh chàng Tom ở nhà bắt đầu dựng một bộ phim tựa đề "Alex Rider - một điệp viên" tung lên YouTube cho bạn bè xem.

Sau cuộc phỏng vấn, cô hiệu trưởng Eva ưng ý, rồi đưa Alex rời lâu đài, cùng bay đến trường Point Blanc ở trên một đỉnh núi của dãy Anpơ thuộc nước Pháp. Kết thúc tập này là cảnh trường Point Blanc trên nền tuyết phủ trắng xoá trong cái lạnh dưới -20oC, xa xa là đôi mắt theo dõi chăm chú của TS Hugo Greif - giám đốc học viện - qua cửa sổ, như báo hiệu tương lai bí ẩn ở "đỉnh núi trắng" (nghĩa đen của từ Point Blanc trong tiếng Pháp).

### Tập 4
| Số | Đạo diễn          | Biên kịch | Ngày phát hành bản gốc  |
| -- | ----------------- | --------- | ----------------------- |
| 4  | Andreas Prochaska | Guy Burt  | Ngày 4 tháng 6 năm 2020 |

- Khởi đầu thủ tục nhập học tại trường Point Blanc, Alex bị khám xét nghiêm ngặt, phải mặc đồng phục của trường và bị thu giữ mọi thiết bị liên lạc. Tuy nhiên, trong đồ dùng DSO chuẩn bị cho, Alex có một máy phát bí mật ngụy trang dưới dạng máy nghe nhạc MP3 mà giám đốc Smithers cho làm riêng, nên vẫn được phép giữ lại. Ở đây, trường gọi là học viện, lớp gọi là khoa, học sinh gọi là sinh viên. Khoa có 6 sinh viên, nhưng lúc Alex đến thì thấy lại tự chia thành hai nhóm: nhóm 4 người gồm James, Kyra, Laura và Alex mới đến; còn nhóm 2 người là Sasha và Arrash đến từ trước, có cách sống khác hẳn.
- Mỗi sinh viên có phòng riêng, ăn xong phải tự rửa bát đĩa. Ngay buổi rửa bát đầu tiên, đóng vai đứa con trai ngỗ ngược và hay gây rối, Alex cùng James tạo ra một cuộc nhảy múa vui vẻ với các bạn mới trong nhà bếp, làm bừa bãi, hỗn loạn và đầy bọt xà phòng rửa bát. Bị dẫn lên gặp TS Greif - giám đốc học viện - để nhắc nhở, Alex tỏ ra hỗn xược, cãi lại và lập tức bị cô hiệu trưởng Eva tát. Trả lời câu nói giận dữ và hỗn láo của Alex về cái tát này, TS Greif đáp: "Ở đây, chúng tôi có thể làm bất cứ gì chúng tôi muốn".
- Trong lúc này ở Luân Đôn, DSO đã nhận ra thông tin của Martin Wilby về cái chết của Ian có liên quan đến Triều Tiên là sai sự thật, nên bắt đầu nghi ngờ anh ta. Martin linh cảm được điều này, đến nhà Ian với ý đồ thăm dò về Alex và chuẩn bị đào tẩu. Cô giúp việc Jack một mặt vẫn tiếp Martin vì là bạn của ông chú Ian, một mặt gọi điện cho bà Jones. Bà lập tức ra lệnh bắt Martin. Trong lúc đó, Martin thấy bức ảnh Alex chụp chung với Tom, bèn trộm luôn, không từ biệt Jach mà trở lại văn phòng DSO lấy tài liệu và tiền để chuẩn bị trốn. Lúc trở ra bị Yassen "mặt sẹo" phục sẵn, đâm chết và sát thủ này lấy bức ảnh đó. Đặc nhiệm DSO không đến kịp vì thế, hướng điều tra của DSO như đi vào ngõ cụt.
- Ở học viện Point Blanc, trong các bài giảng của mình cho sinh viên, TS Greif thường nói các câu: "Cần thay đổi Thế giới", "Thay đổi cần đau đớn", "...Nếu như chỉ có 1% số người hiện nay tồn tại trên Trái đất, thì cuộc sống sẽ tốt hơn". Trong một tiết học có những câu như thế, ông ta cho rằng Hitle đã bị lịch sử phán xét sai. Gần cuối một tiết học, TS Greif nói với Laura rằng cô ta bị mệt mỏivà bắt nghỉ học đến bệnh xá khám ngay.
- Tối hôm đó, Alex lấy máy nghe nhạc MP3 định liên lạc với DSO, thì cô hiệu trưởng vào. Sau đó, Alex đánh răng trước khi đi ngủ, thì mê đi rồi ngã bất tỉnh, được một nhóm người chở đến bệnh xá.

### Tập 5
| Số | Đạo diễn          | Biên kịch | Ngày phát hành bản gốc  |
| -- | ----------------- | --------- | ----------------------- |
| 5  | Christopher Smith | Guy Burt  | Ngày 4 tháng 6 năm 2020 |

- Sáng hôm sau tỉnh dậy, Alex thấy mình vẫn ở phòng riêng, nhưng "trần như nhộng", loáng thoáng nhớ lại một "giấc mơ" vừa trải qua như là ở phòng mổ bệnh viện. Trong bữa ăn, Alex kể lại giấc mơ kỳ lạ của mình cho Kyra và James, hai bạn này nói với Alex rằng họ cũng đã có giấc mơ tương tự. Cả bọn đang ăn, thì Laura từ bệnh xá trở về, đi vào phòng ăn. Thay cho việc luôn xảy ra là Laura xà vào nhóm 4 bốn người thân thiết, thì cô ta lại đột ngột đến với nhóm 2 người là Arrash và Sasha. Hiện tượng "đột biến" này khiến James ngạc nhiên, bối rối rồi trở nên tức giận, to tiếng.
- Sau sự kiện này, James vốn là người Úc, "thái tử" của một đế chế buôn vũ khí lâu đời, đang chán cảnh sống ở đây, nên bàn với Kyra và Alex cùng trốn trước khi có thể bị "đột biến" theo kiểu như Laura. Cả ba nhất trí và Kyra với Alex nhận nhiệm vụ tìm mã mở các cổng của học viện để chuẩn bị trốn. Để làm việc này, trước hết phải xâm nhập vào máy tính của TS Greif đặt ở phòng giám đốc, việc này Kyra vốn là tin tặc đảm nhiệm. Tuy nhiên, muốn vào phòng này bắt buộc phải biết mã số mở cửa, nếu chỉ ấn sai mã một lần thì sẽ có báo động. Việc này Alex đảm nhiệm. Để biết mã của giám đốc, Alex cạo lõi bút chì thành bột rồi thổi lên bàn phím khoá cửa. Kết quả là thu được loại mã bốn chữ số. Nhưng Kyra nói rằng với chỉ bốn chữ số thôi, thì số tổ hợp cũng đã rất lớn, không thể tìm ra nhanh chóng được. Alex chợt nhớ đến giám đốc trong một tiết giảng bài có nhắc đến Hitle với sự ngưỡng mộ, nên từ các số thu được, cậu đoán rằng tổ hợp số có thể là năm sinh của nhà độc tài phát xít này. Cả ba người cùng thử và mở ngay được cửa phòng; Kyra với Alex vào trong, còn James gác ngoài. Kyra phát hiện các thiết bị máy móc và mã liên lạc đều là thuộc lực lượng quân sự, sau đó, với kĩ năng tin tặc của mình cô ta đã nắm được các mã mở các cửa ở Point Blanc. Định tìm hiểu thêm, thì ngoài hành lang xuất hiện bóng cô hiệu trưởng Eva và giám đốc Greif đi tới, buộc "gác cổng" James phải báo động cho hai "chiến hữu" và cũng để đánh lạc hướng bằng một hành động vi phạm nội quy của học viện. Kết quả là hai bạn trốn thoát, nhưng James bị Eva dẫn đi đâu không rõ.
- Trong khi đó ở Luân Đôn, DSO đã phát hiện ra một dãy số rất khác lạ trong điện thoại của Martin Wilby vừa bị giết. Với phỏng đoán dãy số này là một thuê bao điện thoại đặc biệt, họ thử gọi, nhưng ngay sau khi có tín hiệu thì đường truyền bị cắt ngay. Phía bên kia chính là phe khác của điệp viên Martin hai mặt này, nên nhận ra đó là một vi phạm an ninh nghiêm trọng và thay đổi toàn bộ giao thức liên lạc.
- Sát thủ Yassen (mặt sẹo) đột ngột và bí mật đến Point Blanc để giới thiệu với TS Greif về giao thức bảo mật mới, đồng thời cũng đưa cho TS bức ảnh của Alex chụp chung với Tom và dặn "tự tìm hiểu". Khi ra về,  "mặt sẹo" tình cờ chạm trán Alex và hẹn gặp lại.
- Trong khi đó, ở Mỹ, "vua" mới của đế chế Roscorp là Parker Roscoe vừa lên thay cha mình, tuyên bố trên TV sẽ "thâu tóm" châu Âu. Tuyên bố này đã thu hút chú ý của MI6, nên Alan Blunt trực tiếp đến gặp Parker Roscoe với tư cách bạn cũ của bố cậu ta và phát hiện nghi vấn, cho ngay người theo dõi Parker.
- Cũng vào khoảng thời gian này, sau khi đột nhập văn phòng giám đốc, Alex và Kyra đã thoát ra an toàn rồi đi tìm James. Trong khi tìm kiếm, hai người tình cờ chứng kiến bác sĩ của bệnh xá là TS y khoa Baxter bị Eva đâm chết theo lệnh của TS Greif, sau khi đã giao nộp toàn bộ tài liệu mà Greif yêu cầu. Hai người còn nghe lỏm Greif nói với Eva rằng hôm sau sẽ "xử lý" Kyra.

### Tập 6
| Số | Đạo diễn          | Biên kịch | Ngày phát hành bản gốc  |
| -- | ----------------- | --------- | ----------------------- |
| 6  | Christopher Smith | Guy Burt  | Ngày 4 tháng 6 năm 2020 |

- Bữa sáng hôm sau, James (mất tích hôm trước) đến phòng ăn như không có gì xảy ra, nhưng lại "đột biến" như Laura mà chính cậu ta đã chỉ trích hôm trước: cậu ta xà ngay vào nhóm có Arrash, Sasha và Laura, bỏ mặc hai "chiến hữu" Alex và Kyra. Chuyện này cộng với các phát hiện trước đã dẫn Kyra đến kết luận chắc chắn rằng mình sẽ là người tiếp theo bị "đột biến" giống vậy, nên bàn với Alex cần phải trốn ngay. Tuy nhiên Alex từ chối vì còn phải điều tra về cái chết của chú mình cũng như nhiệm vụ đã nhận từ DSO chưa hoàn thành. Bởi vậy, Kyra trốn một mình.
- Ở lại điều tra, Alex đã phát hiện ra các sinh viên vốn cùng học với mình đang bị giam dưới tầng hầm thực chất là những "bản gốc", mà họ đã bị thay thế bởi các "bản sao" là các nhân bản do TS Greif cho tạo ra bằng công nghệ.
- Cũng lúc này, TS Greif và hiệu trưởng Eva để ý đến bức ảnh (Tom chụp với Alex) mà sát thủ đưa cho, phát hiện vợ chồng tỉ phú Friend không có con trai, nên nghi ngờ và lệnh cho Parker (bản sao) - lúc ấy đang ở Luân Đôn để "thâu tóm"  châu Âu - điều tra về Alex.
- Tại Luân Đôn, Parker Roscoe (là bản sao, còn bản gốc vẫn bị giam) theo lệnh của TS Greif, đã dụ dỗ Tom đến văn phòng Roscorp của cậu ta để biết "tin mới về Alex Rider". Khát khao tin về người bạn thân, Tom bỏ học đến ngay. Dù sao vẫn là đứa trẻ, nên vừa đến trước tòa nhà Roscorp cao vút, cậu đã "tự sướng" rồi gửi ngay cho chị Jack để khoe. Vừa vào phòng khách, Tom bị Parker (bản sao) trói lại, tra hỏi, xem điện thoại và phát hiện video ở YouTube của Tom đã làm. Parker  gửi ngay dữ liệu cho TS Greif, rồi chuẩn bị thủ tiêu Tom.
- Cùng vào khoảng thời gian này, cô Baker - giáo viên chủ nhiệm của Tom ở trường Bloocklyn - điện hỏi cô giúp việc Jack về lý do Tom nghỉ học, do biết được hai cậu rất thân nhau; nhờ đó Jack nhận thức được mối nguy hiểm với Alex thân thiết như em ruột, nên cô ta báo ngay cho bà Jones ở DSO biết nơi Tom đến, nhờ ảnh "tự sướng". Bà Jones cho ngay các đặc vụ DSO đến đó, giải cứu Tom kịp thời, bắt Parker ngay trước khi định giết Tom.
- Tại học viện Point Blanc, TS Greif biết Kyra đã trốn và Alex là điệp viên, nên lập tức cho hàng loạt môtô trượt  tuyết truy tìm Kyra, phong toả tòa nhà và lùng sục khắp nơi tìm Alex. Cuối cùng, họ bắt được Alex, trói lại, tiêm thuốc loạn thần rồi tra hỏi. Bản tính ngang bướng của Alex đã thắng được thuốc, làm TS Greif phải bỏ đi.
- Ở trụ sở DSO, người theo dõi "chiến dịch Point Blanc" qua truyền hình vệ tinh phát hiện học viện có nhiều môtô trượt tuyết hoạt động, nên biết có biến, đồng thời bà Jones biết Alex đã bị lộ, nên nhanh chóng điều Wolf (sói) cùng đội đặc nhiệm không quân (SAS) lên đường giải cứu Alex; nhóm này gồm Eagle (ưng), Snake (rắn) và Fox (cáo).
- Cũng lúc này, ở học viện, TS Greif biết đã bại lộ nên gọi theo giao thức bảo mật mới, ra lệnh giết cha mẹ của Kyra ở Singapore (vì sợ lộ và vì bản sao chưa kịp học hết tính cách và dáng điệu của bản gốc), đồng thời chuẩn bị trốn và ra lệnh huỷ mọi tài liệu, thủ tiêu tất cả các sinh viên bản gốc đã hết tác dụng.
- Kyra đã trốn, nhưng thừa biết không thể chạy bộ 30 km trên tuyết lạnh để thoát được, nên đã quay lại trên dấu chân cũ, nhờ thế thấy Alex bị trói. Cô ta cởi trói cho Alex, cậu gọi hỗ trợ  bằng máy MP3 nhưng không có sóng. Biết không thể chần chừ nữa nên Alex quyết tâm trốn xuống núi. Chỉ có thể thoát xuống chân núi bằng đồ trượt tuyết, nhưng không tìm đâu ra, Alex nhanh trí biến cái cầu là quần áo bằng nhôm thành ván trượt tuyết, rồi lao xuống núi, sau khi từ biệt Kyra và hứa trở lại cứu.
- Alex lao xuống núi,  bị các vệ sĩ phát hiện ngay, cưỡi môtô trượt tuyết đuổi theo và bắn rất rát. Để tránh đạn, Alex khôn ngoan nằm rạp trên ván trượt, rồi lao vào rừng. Cây cối ngổn ngang cản môtô, Alex nằm  nên thoát được, nấp trốn rồi trượt rơi xuống từ chân "đỉnh núi trắng" xuống đường cái. Vừa đứng dạy trên mặt đường nhựa đã sạch tuyết, thì Alex bị một xe gạt tuyết lớn đang lao nhanh trên đường trở về, không  hãm kịp, húc văng đi, nằm bất động.

### Tập 7
| Số | Đạo diễn          | Biên kịch | Ngày phát hành bản gốc  |
| -- | ----------------- | --------- | ----------------------- |
| 7  | Christopher Smith | Guy Burt  | Ngày 4 tháng 6 năm 2020 |

- Tài xế gây tai nạn vội gọi xe cấp cứu đưa Alex đến bệnh viện. Biết tin, TS Greif sai Eva đến bệnh viện để thủ tiêu Alex, tuy nhiên Alex đã chết, nên quay về học viện để thu xếp trốn. Thực ra, MI6 đã ngụy tạo cái chết của Alex.
- Trong lúc này ở Luân Đôn, cục trưởng Blunt và giám đốc Smithers đã biết Parker là bản sao mà TS Greif cho tạo ra. Họ định thuyết phục Parker (bản sao) cộng tác, nhưng không được, nên dùng công nghệ xử lý giọng nói và điện thoại riêng của Parker để giả giọng Paker báo cho TS Greif rằng Tom đã bị khử và Alex không phải là điệp viên, mà đó chỉ là trò nghịch ngợm trẻ con. Nghe vậy, TS Greif yên tâm, huỷ lệnh trốn; nhờ đó bà Jones cùng đội đặc nhiệm kịp đến học viện. Họ lên kế hoạch tấn công học viện và bắt sống TS Greif cùng các bản sao, nhưng không cho Alex đi cùng, vì bà Jones cương quyết: "đây là việc nguy hiểm và cháu không phải là điệp viên". Alex nổi cáu "Nếu cháu không phải là điệp viên, thì cô không thể làm sếp của cháu". Bà Jones phải chấp thuận, cho Alex đi cùng đội của Wolf (sói),  Eagle (ưng), Snake (rắn) và Fox (cáo) với vai trò dẫn đường và cùng giải cứu các sinh viên bản gốc như Alex đã hứa với các bạn.
- Vì trước khi trốn, Alex và Kyra đã ăn cắp hai chiếc bộ đàm của các vệ sĩ học viện, nên trước khi đến cứu bạn, Alex đã gọi một chiều cho Kyra báo tin "sáng mai các kị sĩ sẽ lên ngựa". Nhờ vậy, Kyra phấn khởi, đột nhập tầng hầm, mở khoá phòng giam và dẫn các bạn đến nơi kín đáo, chờ đợi.
- Nhờ nữ đặc nhiệm Ưng ở sườn núi có nhiệm vụ bắn tỉa và cảnh báo, Sói, Rắn và Cáo tiêu diệt hết lính canh bên ngoài, đột nhập vào các phòng và được Alex chỉ đường tìm bắt các tội phạm, lùng sục các bản sao còn lại và cứu sinh viên. Đột nhập bị lộ nên hai bên đấu súng dữ dội, làm TS Greif phải lập tức tái ra lệnh huỷ tất cả chứng cứ, thủ tiêu ngay các bản gốc và đánh thức các bản sao (vì lúc này trời chưa sáng), gọi máy bay cứu viện. Nhờ Alex thạo lối, Sói và Cáo bắt sống được TS Greif ngay tại phòng giám đốc, còn Rắn và Ưng bắt sống hết các bản sao trong phòng ngủ.
- Alex đi cứu các bạn, thì gặp Kyra bản sao dụ vào bẫy của Eva ở phòng thí nghiệm. Sau một hồi đánh đập Alex, "cô hiệu trưởng" ra tay giết Alex, nhưng cậu đã nhanh trí làm nổ tung phòng thí nghiệm.
- Chỉ đạo dưới chân núi, nhờ máy quay cá nhân (bodycam) đã đánh số, bà Jones phát hiện Alex đã bị Kyra bản sao lừa, nên lệnh ngay cho SAS tìm cứu Alex. Họ vào phòng thí nghiệm tan tành vẫn cháy dở, thấy Eva đã chết, còn Alex bê bết máu, gục ở một góc phòng, bèn âu yếm dìu ra rồi cho lên máy bay. Các bản gốc (sinh viên thật) do Kyra giải thoát trước đó, cũng được SAS đưa lên máy bay trở về nhà.
- Ở Luân Đôn, TS Greif và các bản sao bị cầm tù. Tại một mật thất, MI6 muốn Greif khai ra tổ chức cầm đầu các vụ ám sát, trong đó điệp viên Ian của họ bị giết, nhưng Greif từ chối. Bà Jones đánh xe đưa Alex về tận cổng nhà. Chị Jack lao ra ôm em, bạn Tom hớn hở, nhưng Alex lại hờ hững như quá mệt mỏi.
- Cuối phim là cảnh học viện Point Blanc tan hoang, cháy nham nhở và trống rỗng, nhưng xuất hiện một Alex nữa từ đống hoang tàn đi ra.

### Tập 8 (tập cuối)
| Số | Đạo diễn          | Biên kịch | Ngày phát hành bản gốc  |
| -- | ----------------- | --------- | ----------------------- |
| 8  | Christopher Smith | Guy Burt  | Ngày 4 tháng 6 năm 2020 |

- Alex từ đống hoang tàn quay vào phòng giám đốc, lấy một số tài liệu, rồi xuống núi, vẫy xe đi nhờ. Khi vừa được lên xe, cậu ta lấy hòn đá to thủ sẵn đập vào đầu tài xế, cướp xe, rời Point Blanc. Đó là Alex giả, vì Alex thật không giết người.
- Ở Luân Đôn, "chiến dịch Poin Blanc" của DSO do bà Jones thực hiện đã thành công, mặc dù chưa được cục trưởng Blunt thông qua, nhưng vẫn được cấp trên khen ngợi. Qua khai thác, MI6 biết TS Greif có kế hoạch thống trị Thế giới mà ông ta gọi là "dự án Gemini", trong đó đã đạt thành tựu "kỳ quặc" là nhân bản chính mình để tạo nên các bản sao mà ông ta gọi là "con", có trí tuệ và xu hướng tư tưởng giống như "bố", nhưng mặt và cấu tạo cơ thể thì dùng giải phẫu để tạo nên bản sao giống như bản gốc mà ông ta muốn đánh tráo. Alex (thật) gặp bà Jones, kể về cuộc "chạm trán" của cậu với người đàn ông mặt sẹo ở Poin Blanc. Bà Jones cho Alex xem ảnh và nhận ra đó chính là Yassen Gregorovitch, một người Nga, sát thủ hàng đầu của tổ chức tội phạm Scorpia (hội bọ cạp), người mà MI6 tưởng là đã chết từ lâu. Bà cũng phát hiện các "tố chất" điệp viên của Alex là do ông chú Ian đã âm thầm huấn luyện từ khi cậu ta còn nhỏ.
- Alex trở lại trường với thày, cô và các bạn cũ, tuy nhiên lại gây nhiều mâu thuẫn với bạn bè, dẫn đến huỷ hoại quan hệ với  Tom và Ayisha, cũng như làm nhiều bạn không đồng ý. Hoá ra người này là Alex giả. Gemini sụp đổ, làm Alex bản sao muốn trả thù cho "bố" và "gia đình" bản sao, bằng ý đồ bắt Alex bản gốc phải chứng kiến cái chết của tất cả những người thân thiết. Nhân dịp dạ hội của trường, Alex bản sao lừa Tom vào phòng kín, giam lại và đánh đập, quay video gửi tức thì cho Alex bản gốc đến gặp.Quý bạn, Alex chạy đến ngay. Tại đây, hai Alex đánh nhau dữ dội, nhưng bản sao đã được nâng cấp và huấn luyện đặc biệt nên thắng và sắp giết Tom. Bản gốc cứu thoát Tom, rồi tìm thấy bản sao đang truy tìm Tom, Ayisha và Jack. Hai người đuổi đánh nhau ra sân trường. Tại đây, hai Alex lại đấu nhau lần nữa.
- Cùng lúc đó, TS Greif đang trên xe mà MI6 chuyển sang nơi giam cầm khác, thì bị "mặt sẹo" bơm VX vào xe giết chết cùng ba nhân viên áp giải để bịt đầu mối. Đồng thời, DSO phát hiện trong ổ cứng của Greif một bản sao mà họ chưa từng biết: đó chính là Alex giả, nên huy động lực lượng đặc nhiệm đến ngay trường Bloocklyn lúc này đang diễn ra dạ hội. Đến sân trường, họ gặp hai Alex đang đấu nhau dữ dội. Chính bà Jones cũng không phân biệt được thật, giả. Đúng lúc mọi người đang bối rối, thì Tom ở dạ hội chạy ra, cầm gậy đánh ngã bản sao, vì cậu đã biết rõ đâu là giả. Alex bản sao vùng dạy, rút súng bắn. Đúng lúc này, từ trên sân thượng nhà đối diện, Yassen (mặt sẹo) đã hạ bản sao bằng một phát bắn tỉa chuẩn xác, cứu được Alex bản gốc, rồi lặng lẽ biến mất.
- Ở một nhà an toàn của MI6, các sinh viên bản gốc đã trở về nhà hết, chỉ còn Kyra. Sau khi được ông Blunt cho biết cha mẹ mình ở Singapo đã chết trong một tai nạn (thực ra là bị ám sát), Kyra đã trốn rồi đến thăm Alex, nhưng rồi hai người bạn lại lặng lẽ chia tay. Lúc mọi chuyện đã lắng xuống, Alex mong muốn trở lại cuộc sống bình thường như trước.

Kết thúc tập 8 và cũng là hết phần I của bộ phim, người xem thấy còn nhiều điều bỏ ngỏ: Số phận của Kyra và tình bạn thân thiết nảy sinh trong hiểm nguy với Alex sẽ ra sao? "Mặt sẹo" là ai và vì sao không giết Alex thật đã từng nhiều lần cản trở việc "làm ăn" của ông ta? MI6 có tiết lộ bí mật với Alex về cha mẹ cậu ta không? Những bỏ ngỏ này có lẽ "để dành" cho phần II (second season).